# ヴィボー
ヴィボー （Viborg [ˈviˌpɒˀ]）は、デンマークの都市。ユラン半島中部にある。中央ユラン地域・ヴィボー基礎自治体に属する。ヴィボーにはユラン半島の高等法廷、西部高等裁判所が置かれている。  
ヴィボーはデンマークの古い都市の一つで、ヴァイキング移住が8世紀から行われた。中央部に位置することから、中世の間、町は政治的にも信仰上も戦略上の要地とされた。かつて、モット・アンド・ベーリー型の城が町にあった。ヴィボーは、聖なる地を意味するWiiと、丘を意味するBergの組み合わせでできた名前である。
ヴィボーは聖堂で有名である。聖堂建設は1130年に始まり、完成に50年を要した。建物は数度の火事で焼け、再建を繰り返した。最初の聖堂の原型部分は、納骨堂のみが残る。教会部分の最も新しい部分は、1876年からのものである。聖堂にはデンマークの画家ヨアキム・スコウガードらの、聖書の一場面を描いた多くの絵画で有名である。聖堂隣はヨアキム・スコウガード美術館である。
宗教改革以前、ヴィボーは5箇所の修道院（1つは聖アウグスチノ修道会とアウグスチヌ女子修道会、フランチェスコ会、ドミニコ会、聖ヨハネ騎士団派）の本拠地で、12の教区教会があり、聖堂はもちろん数軒の礼拝堂があった。現在は、聖堂と、フランチェスコ会修道院とドミニコ会派修道院のわずかな痕跡が残るのみである。 

## スポーツ
- ヴィボーFF - サッカー・クラブ。2000年度デンマーク・カップ優勝。

デンマークはハンドボールの人気が高く、ヴィボーの女子ハンドボール・クラブはデンマーク国内の強豪である。

## 教育
- ヴィボー・カテドラルスコーレ - デンマーク最古の教育機関。1100年創立。カテドラルスコーレとは、聖堂付属の学校が前身であることを意味する。この学校はヴィボーに司教座が置かれた1060年にできたと信じられている。教会が少年と青年らを運営に加わってもらうために、学校をつくったのである。現在は、ヴィボー市内にあるギムナジウム4校のうちの1校である。

## 姉妹都市
- ケチケメート, ハンガリー
- ハーマル, ノルウェー
- ポルヴォー, フィンランド
- ダールヴィーク, アイスランド
- ルンド, スウェーデン
- ヌヴェール, フランス
- レオン, ニカラグア
- グライフスヴァルト, ドイツ
- ザブジェ, ポーランド

座標: 北緯56度26分 東経9度24分 / 北緯56.433度 東経9.400度